# This Is Not
«This Is Not» (в переводе с англ. — «Это Не») — это второй сингл и пятая песня из второго студийного альбома Machine индастриал метал группы Static-X, который был выпущен 22 мая 2001 года.

## Клип
Клип на песню «This Is Not» был записан на одном из концертов Static-X в поддержку второго студийного альбома Machine и перемешан с альбомной версией песни. Песня была также показана на Shaun Palmer’s Pro Snowboarder. Режиссёром видеоклипа «This Is Not» был Атом Ротхлейн.

## Сингл
| №                   | Название            | Длительность |
| ------------------- | ------------------- | ------------ |
| 1.                  | «This Is Not»       | 2:57         |
| 2.                  | «... In a Bag»      | 4:21         |
| Общая длительность: | Общая длительность: | 7:18         |

## Чарты
| Чарт (2001)                             | Позиция |
| --------------------------------------- | ------- |
| US Billboard Hot Mainstream Rock Tracks | 36      |